# Sagan Tosu
Sagan Tosu är ett fotbollslag från Tosu, Japan. Laget spelar för närvarande (2020) i den högsta proffsligan J1 League.

## Placeringar tidigare år
- 1993 - 1998 Deltog ej
- 1999 - Division 2
- 2000 - Division 2
- 2001 - Division 2
- 2002 - Division 2
- 2003 - Division 2
- 2004 - Division 2
- 2005 - 8:e plats, Division 2
- 2006 - 5:e plats, Division 2
- 2007 - 8:e plats, Division 2
- 2008 - 6:e plats, Division 2
- 2009 - 5:e plats, Division 2
- 2010 - 9:e plats, Division 2
- 2011 - 2:a plats, Division 2 (uppflyttade)
- 2012 - 5:e plats
- 2013 - 12:e plats
- 2014 - 5:e plats
- 2015 - 11:e plats
- 2016 - 11:e plats
- 2017 - 8:e plats
- 2018 - 14:e plats

## Tidigare spelare
Tidigare spelare
- Michihiro Yasuda
- Naoji Ito
- Osamu Taninaka
- Shigetatsu Matsunaga
- Takuya Yamada
- Ryuji Bando
- Yuzo Tashiro
- Naoya Kikuchi
- Mike Havenaar
- Tatsuya Sakai
- Yohei Toyoda
- Naoyuki Fujita
- David Bisconti
- Kim Min-woo
- Jorge Dely Valdés
- Satoshi Otomo
- Dragiša Binić